# San Juanito (Colômbia)
San Juanito é um município da Colômbia, localizado no departamento de Meta.